# Corrada
Corrada ist eines von fünf Parroquias in der Gemeinde Soto del Barco der autonomen Gemeinschaft Asturien in Spanien.
Der  Aeropuerto de Asturias liegt nur wenige Kilometer entfernt, weiterhin ist die Parroquia über die Stationen der FEVE und ALSA aus allen Richtungen gut erreichbar.

## Sehenswertes
- Pfarrkirche „Iglesia nueva de Corrada“
- Kirche „Iglesia vieja de San Pedro de Corrada“ aus dem 18. Jahrhundert
- „Palacio de los Marqueses de Ferrera“ aus dem 16. Jahrhundert in Ponte

## Feste und Feiern
- 10. August – „Fiesta de San Lorenzo“

## Dörfer und Weiler in der Parroquia
- Arenas – 19 Einwohner 2007 - 43° 30′ 39″ N, 6° 2′ 59″ W
- Los Calbuetos – 13 Einwohner 2007 - 43° 31′ 40″ N, 6° 1′ 53″ W
- La Carcabina – 36 Einwohner 2007 - 43° 31′ 24″ N, 6° 2′ 34″ W
- Carcedo – 27 Einwohner 2007 - 43° 32′ 25″ N, 6° 2′ 5″ W
- La Corrada – 53 Einwohner 2007 - 43° 31′ 25″ N, 6° 2′ 52″ W
- La Ferrería – 61 Einwohner 2007 - 43° 31′ 39″ N, 6° 2′ 3″ W
- Folgueras – 77 Einwohner 2007 - 43° 31′ 56″ N, 6° 2′ 44″ W
- Ponte – 82 Einwohner 2007 - 43° 31′ 42″ N, 6° 3′ 43″ W
- Riocuevas – 16 Einwohner 2007 - 43° 32′ 5″ N, 6° 2′ 4″ W
- Sombredo – 22 Einwohner 2007 - 43° 30′ 59″ N, 6° 1′ 38″ W
- Tejera – 3 Einwohner 2007 - 43° 31′ 1″ N, 6° 3′ 29″ W